# Ilse Heß
Ilse Heß (* 22. Juni 1900 als Ilse Pröhl in Hannover; † 7. September 1995 in Lilienthal) war die Ehefrau des nationalsozialistischen Politikers Rudolf Heß. Nach dem Zweiten Weltkrieg wurde sie auch als Buchautorin bekannt.

## Kindheit und Elternhaus
Ilse Pröhl stammte aus einer nationalkonservativen Familie. Sie war eine von drei Töchtern des wohlhabenden Mediziners und Arztes Friedrich Pröhl († 13. März 1920) aus Hannover und dessen Frau Elsa, geb. Meineke. Der Vater wurde während des Kapp-Putsches getötet. Die Mutter heiratete dann den Porträtmaler Carl Horn, der in Bremen Direktor der Kunstakademie war. Ilse Pröhls Schwestern hießen Ingeborg und Irmgard; letztere war mit dem Sänger und Heldentenor Paul Beinert verheiratet.

## Heirat mit Rudolf Heß
Im April 1920 lernte Pröhl, die Germanistik und Bibliothekswissenschaften studierte, in einer Münchener Pension Rudolf Heß kennen. In Bayern gehörte sie zu den ersten Frauen, die in München an der LMU studieren durften. Bereits 1921 trat sie erstmals der NSDAP bei und schloss sich der Partei nach deren Verbot und Neuzulassung erneut zum 1. Dezember 1925 an (Mitgliedsnummer 25.071). Sie fühlte sich von Anfang an zu Rudolf Heß hingezogen, doch Heß ließ sich nur zögernd auf eine feste Beziehung ein. Mehrfach vertröstete er sie über Jahre hinweg und ging Intimitäten mit ihr aus dem Wege. Auf Grund ihrer Kontakte machte Ilse Rudolf Heß mit Adolf Hitler bekannt, der gerne in den Kreisen wohlhabender Damen verkehrte. Hitler gab dann letztendlich auch den Anstoß zur Eheschließung, die am 20. Dezember 1927 in München stattfand. Dabei übernahm Hitler die Rolle des Trauzeugen und auch des Taufpaten ihres einzigen Kindes Wolf Rüdiger, das im November 1937 geboren wurde.
Anfang 1921 äußerte Ilse Pröhl in einem Brief, die im Vorjahr gegründete NSDAP stehe „vollkommen auf deutsch-völkischem Boden, oder um es der Bewegung entsprechend negativ und klipp und klar auszudrücken: wir sind Antisemiten! Und zwar konsequent und ohne Ausnahmen gelten zu lassen.“ Im Antisemitismus seien „die beiden Grundpfeiler“ der Bewegung verankert, „national und sozial“, so ihre persönliche Auffassung.
Während der Inhaftierung von Hitler und Heß 1923/1924 in der Justizvollzugsanstalt Landsberg holte die in München lebende Ilse die handschriftlichen Manuskripte ihres Mannes, der an einer eigenen Ausarbeitung für die Universität München arbeitete, per Fahrrad ab, um sie in München auf einer Erika-Schreibmaschine abzutippen. Sie trug somit wesentlich zur Veröffentlichung seines Buches bei.
In den 1930er Jahren bezog die Familie Heß in München-Harlaching in unmittelbarer Isarnähe in der Harthauser Straße 48 eine moderne Villa mit großem Garten, Schwimmbecken und Tennisanlage.
Nach dem Absprung von Rudolf Heß über Schottland (11. Mai 1941) entschied Hitler 1943, das Harlachinger Haus dauerhaft für Ilse Heß zu sichern, und wies die Parteikanzlei an, die dafür notwendigen Mittel zur Verfügung zu stellen. Nachdem im selben Jahr der Besitz jedoch durch einen Luftangriff der Royal Air Force zerstört worden war, verließ Ilse Heß mit ihrem Sohn Wolf Rüdiger München, um nach Hindelang zu ziehen. Sie bezog zunächst ein Sommerhaus auf dem sogenannten Bürgle im Ortsteil Bad Oberdorf. Ilse Heß genoss – trotz des Fluges ihres Mannes nach Schottland – die Protektion Hitlers, der ihr eine monatliche Rente von 1.500 Reichsmark gewährte. Zudem bekam sie als nationalsozialistische Aktivistin der ersten Stunde auch Unterstützung von Seiten der SS und Heinrich Himmlers. Am 20. März 1945 wurde auf dem landwirtschaftlichen Anwesen von Ilse Heß das Außenlager Bad Oberdorf des Konzentrationslagers Dachau errichtet. Einziger KZ-Häftling war Friedrich (Fred) Georg Frey (* 1920 in  Röt (Baiersbronn)), der als Zeuge Jehovas bereits seit 1937 zunächst in Dachau, später im KZ Mauthausen und dann wieder in Dachau inhaftiert war. Zu seinen Aufgaben gehörten unter anderem Gartenarbeiten sowie die Versorgung der Milchschafe und Island-Ponys. Mit den Ponys wurde der Expressgut-Versand nach Hinterstein erledigt. Über seine Behandlung durch Frau Heß machte Frey keine Angaben. Ilse Heß gab im Verhör an, er habe im Haus geschlafen, keine Häftlingskleidung tragen müssen und an den gemeinsamen Abendessen teilgenommen. Am 29. April 1945 endete seine Zwangsarbeit im Haushalt von Ilse Heß. Nach eigenen Angaben lief Frey im Mai 1945 nach Hause. Über seinen weiteren Verbleib ist nichts bekannt. Die juristischen Nachforschungen zum Außenlager Bad Oberdorf wurden 1973 eingestellt.

## Leben nach dem Zusammenbruch des NS-Staates
Am 3. Juni 1947 wurde Ilse Heß – wie alle Ehefrauen der während der Nürnberger Prozesse verurteilten oder hingerichteten Kriegsverbrecher – verhaftet und in das Internierungslager Augsburg-Göggingen verbracht. Am 24. März 1948 wurde sie wieder entlassen und ließ sich im Allgäu nieder, wo sie 1955 eine Pension eröffnete.

## Politische Einstellung

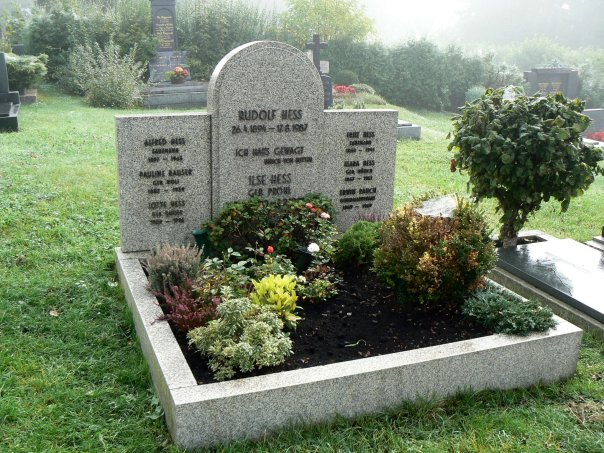
Grab von Ilse und Rudolf Heß (2006) (aufgelöst 2011)

Ilse Heß war eine überzeugte Nationalsozialistin. Sie blieb bis zu ihrem Tod Hitler und seinen Anschauungen verbunden und unterstützte nach dem Krieg die Stille Hilfe. Ihr 1952 publiziertes Buch England – Nürnberg – Spandau. Ein Schicksal in Briefen erschien ebenso wie ihre weiteren Publikationen im rechtsextremistischen Druffel-Verlag. Sie korrespondierte unter anderem ab 1949 mit Winifred Wagner, die auch nicht von ihrer NS-Gesinnung abrückte.

## Werke
- Ein Schicksal in Briefen. Druffel-Verlag, Leoni am Starnberger See 1971 (über 40 Auflagen).
- Antwort aus Zelle 7. Druffel-Verlag, Leoni am Starnberger See 1967.
- England – Nürnberg – Spandau. Druffel-Verlag, Leoni am Starnberger See 1967.
- Gefangener des Friedens – Neue Briefe aus Spandau. Druffel-Verlag, Leoni am Starnberger See 1955.